# Гіліуць (Ришканський район)
Гіліуць (рум. Hiliuți) — село в Ришканському районі Молдови. Утворює окрему комуну.